# ماثيو غاردينر
ماثيو غاردينر (بالإنجليزية: Matthew Gardiner)‏ (28 مارس 1974 ببرمنغهام في المملكة المتحدة - ) هو لاعب كرة قدم بريطاني في مركز الظهير. لعب مع شروزبري تاون ونادي توركي يونايتد ونادي هيرفورد ونادي هدنسفورد تاون وHalesowen Town F.C. ‏ ونادي ووستر سيتي وبرومزغروف روفرز ‏ ونادي موور غرين لكرة القدم ونادي ستوربريدج وEvesham United F.C. ‏ وRedditch United F.C. ‏.

## وصلات خارجية
- ماثيو غاردينر على موقع قاعدة بيانات كرة القدم.إي يو (الإنجليزية)